# Parco Thunderbird
Il parco Thunderbird (Thunderbird Park) è un parco di Victoria, nella Columbia Britannica (Canada), accanto al Museo reale della Columbia Britannica. Il parco ospita molti pali totemici (per la maggior parte gitxsan, haida e kwakwaka'wakw) e altri monumenti delle Prime Nazioni. Il parco prende il suo nome dal mitologico Uccello del tuono (in inglese appunto Thunderbird) delle culture indigene nordamericane che è raffigurato su molti pali totemici.
Nel parco vi sono anche la St. Anne's Schoolhouse (costruita nel 1844), la Helmcken House (costruita nel 1852 dal dottor John Helmcken) e la Mungo Martin House (Wawadit'la), una "grande casa" tradizionale kwakwaka'wakw costruita nel 1953 dal capo kwakwaka'wakw Mungo Martin. Il parco fa parte del  Recinto culturale (Cultural Precinct) del Museo reale della Columbia Britannica, un'area intorno al museo che contiene numerosi siti e monumenti storici.

## Storia
I pali totemici furono eretti per la prima volta sul sito nel 1940 come parte di uno sforzo di conservazione volto a preservare alcuni degli oggetti artistici aborigeni della regione in rapido deterioramento. Il sito fu aperto come parco Thunderbird nel 1941. Verso il 1951, molti dei pali si erano grandemente degradati, e nel 1952 il Museo reale della Columbia Britannica cominciò un programma di restauro con il capo Martin come suo capo scultore. Martin morì nel 1962 e gli succedette il rinomato scultore Henry Hunt. Altri artisti che hanno lavorato come parte del programma includono i figli di Henry Hunt, Richard Hunt e Tony Hunt, Tim Paul, Lawrence Bell, David Gladstone, David Martin e Bill Reid. Tutti i pali the originali furono sostituiti con nuove versioni entro il 1992, e alcuni degli originali sono ora preservati all'interno del museo.